# YOU (布袋寅泰の曲)
「YOU」（ユー）は、布袋寅泰の楽曲である。1991年12月4日に東芝EMIより4枚目のシングルとして発売された。

## 概要
2ndアルバム『GUITARHYTHM II』からのシングルカット。B面の「FLY INTO YOUR DREAM」はツアーでライブ収録されたもの。

## 収録曲
| 全作詞・作曲・編曲: 布袋寅泰。 |                                |          |            |      |
| #                              | タイトル                       | 作詞     | 作曲・編曲 | 時間 |
| 1.                             | 「YOU」                        | 布袋寅泰 | 布袋寅泰   | 6:17 |
| 2.                             | 「FLY INTO YOUR DREAM (Live)」 | 布袋寅泰 | 布袋寅泰   | 7:44 |
| 合計時間:                      | 合計時間:                      | 14:01    |            |      |

## 曲解説
1. YOU
会えなくなってしまった恋人に手紙を書いている自分自身に対して唄っているイメージだと布袋は語っている。
レコーディング当時、布袋とスタッフは『GUITARHYTHM II』制作の為にロンドンへ渡英していたこともあり、スタッフ間で「この詞はけっこうキテるよね」と評された。[1]
また布袋のマネージャーがこのテープを日本に持ち帰り、当時布袋の妻であった山下久美子と聴き、2人で涙したという。[1]
2. FLY INTO YOUR DREAM (Live) 
ライブアルバムGUITARHYTHM active tour '91-'92に収録されたものとは別バージョンでの『GUITARHYTHM ACTIVE TOUR』でのテイク。

## 収録アルバム
YOU
- GUITARHYTHM II
- GUITARHYTHM WILD
- GUITARHYTHM FOREVER Vol.2
- GREATEST HITS 1990-1999

FLY INTO YOUR DREAM
- GUITARHYTHM II』 （1991年8月30日）
- GUITARHYTHM active tour '91-'92
- GUITARHYTHM FOREVER Vol.2
- SPACE COWBOY SHOW ENCORE